# Women in Trouble
Women in Trouble é um filme de comédia estadunidense de 2009, escrito e dirigido por Sebastián Gutiérrez e estrelado por Carla Gugino, Adrianne Palicki, Marley Shelton, Cameron Richardson, Connie Britton e Emmanuelle Chriqui.

## Sinopse
O filme se concentra em seis mulheres em Los Angeles enquanto suas vidas se entrelaçam ao longo de um dia inteiro.
Depois de saber que está grávida, a atriz pornô Elektra Luxx (Carla Gugino) fica presa em um elevador com Doris (Connie Britton), irmã de Addy (Caitlin Keats). Addy começou recentemente a levar sua filha, Charlotte (Isabella Gutierrez), para ver sua terapeuta, Maxine (Sarah Clarke), enquanto secretamente usava as visitas para dormir com o marido de Maxine. Ao saber do caso durante uma sessão de terapia com Charlotte, Maxine sai correndo e entra em seu carro. Enquanto recuava, ela acerta a estrela pornô Holly Rocket (Adrianne Palicki), uma colega de Elektra Luxx que estava fugindo com sua amiga, Bambi (Emmanuelle Chriqui), de um trabalho que tinha dado errado. Enquanto isso, a comissária de bordo Cora (Marley Shelton) encontra-se sendo objeto de afeto de uma estrela do rock, Nick Chapel (Josh Brolin), em um voo para o próximo show de sua banda.[carece de fontes?]

## Elenco
- Carla Gugino como Elektra Luxx, estrela de filmes adultos
- Adrianne Palicki como Holly Rocket, atriz de filmes adultos
- Connie Britton como Doris, irmã de Addy
- Caitlin Keats como Addy Hunter, irmã de Doris
- Isabella Gutierrez como Charlotte, menina de 13 anos, filha de Doris
- Marley Shelton como Cora, comissária de bordo
- Garcelle Beauvais-Nilon como Maggie, comissária de bordo
- Josh Brolin como Nick Chapel, estrela do rock (baterista e compositor) que é um passageiro no avião
- Emmanuelle Chriqui como Bambi, garota de programa (?)
- Rya Kihlstedt como Rita, garçonete no Ruby's Caribbean, o bar lésbico, e colega de quarto de Darby
- Cameron Richardson como Darby, massagista e colega de quarto de Rita
- Sarah Clarke como Maxine McPherson, terapeuta
- Simon Baker como Travis McPherson, o marido da terapeuta
- Xander Berkeley como Sr. Frost, uma das pessoas falando com a terapeuta
- Elizabeth Berkley como Tracy, uma das pessoas falando com a terapeuta
- Lauren Katz como Tara, uma das pessoas falando com a terapeuta
- Paul Cassell como um Jay, uma das pessoas falando com a terapeuta
- Ermahn Ospina como El Capitan, personagem do filme pornô
- Greg Lauren como bombeiro
- Samantha Shelton como cantora no Ruby's Caribbean (bar)
- Antonio Graña como Jimbo, mafioso musculoso
- Joseph Gordon-Levitt como Bert Rodriguez, "blogueiro sexual"

## Produção e sequência
O filme foi dirigido por Sebastian Gutierrez. A produção começou e terminou em Los Angeles. O filme estreou no South by Southwest Film Festival de 2009. O filme estreou nos Estados Unidos em 13 de novembro de 2009. Uma sequência, Elektra Luxx, foi lançada em 11 de março de 2011. Gutierrez retorna como roteirista-diretor, e o elenco inclui Carla Gugino, Joseph Gordon-Levitt, Timothy Olyphant, Julianne Moore e Justin Kirk. Gutierrez está planejando fazer uma terceira parte, provisoriamente intitulada Women in Ecstasy que estava inicialmente prevista para ser lançada em 2012.